# J-POP
J-POP（ジェーポップ、Jの由来は後述）は、日本で制作されたポピュラー音楽を指す言葉であり、1988年末にラジオ局のJ-WAVEでその語と概念が誕生したのち、1993年ごろから青年が歌唱する曲のジャンルの一つとして一般化した。
J-POP以前と以後の違いは、BPMの速さや洋楽の影響を受けたメロディ・コード進行・リズムにある。
なお、一般的な音楽ジャンルとは異なり、先に「J-POP」という言葉を定義し、それに既存の楽曲を当てはめるところから入っていったもので、それ自体で発生した音楽ジャンルではない。

## 前史

### 音楽界の拡大
1960年代から1970年代までは歌謡曲・和製ポップス・フォークソング・グループ・サウンズ（GS）といった音楽ジャンルが日本国内のポップス音楽の主流であった。また1970年代にははっぴいえんど、サディスティック・ミカ・バンド等のバンドも活動し日本のロック音楽も流行しはじめる。

### アイドル歌謡曲・歌謡ロック
1970年代・1980年代には歌謡曲に当時流行していたロック音楽の一種AOR要素が加わったアイドル歌謡曲が大流行する。1976年3月発売のキャンディーズ「春一番」等である 。従来の歌謡曲と比較して、歌詞の構造が解体された代わりにグルーヴが強化された作品が増加した。また、のちに歌謡ロックとも呼ばれる1979年クリスタルキング「大都会」、1983年安全地帯「ワインレッドの心」、1984年アン・ルイス「六本木心中」等もヒットする。

### ニューミュージック
1970年代・1980年代には歌謡曲や、アイドル歌謡曲やフォークソングに加えニューミュージックと呼ばれる音楽のヒットがあった。輪島裕介は「アメリカの大学生を中心としたフォーク・リバイバル運動の模倣から始まり、政治的プロテストを経て、内省的・叙情的な自作自演、というところに落ち着いた『フォーク』や、GS出身者の中でも音楽的技巧や自己表現を志向する人たちが中心となった『ニューロック』を合わせて、若者向けの自作自演（風）の音楽は70年半ば頃から『ニューミュージック』と呼ばれるようになった。『ニューミュージック』の人々は、音楽的には『アイドル』とも近い関係にあったが、楽曲を提供するソングライター、あるいはスタジオ・ミュージシャンとしてアイドルとは一線を画し、『テレビの歌番組に出ない』という戦略と自作自演の強調によって、より『高尚な』音楽であると考えられた。逆に『ニューミュージック』の音楽家でも、たとえば桑名正博やチャー、あるいはデビュー当時の竹内まりやなど、テレビに出て、職業作家の曲を歌えば『アイドル』と同様の扱いになった。これに専属制度時代から活動するベテラン、または旧世代の音楽スタイルを引き継ぐ新しい歌手による『演歌』を加えて、1970年～80年代の大衆音楽界は『アイドル・ニューミュージック・演歌』という三傾向の鼎立によって特徴づけられることになる」と論じている。1973年井上陽水「夢の中へ」・1975年中島みゆき「時代」・1978年円広志「夢想花」・1978年杏里「オリビアを聴きながら」・1979年チューリップ「虹とスニーカーの頃」・1979年オフコース「さよなら」・1982年あみん「待つわ」等である 。
『日経エンタテインメント!』は、2000年2月号の特集「J-POPの歴史をつくった100人」で、吉田拓郎を“J-POPの開祖”と論じている。エイベックスは2023年に朝日新聞への広告という形で「J-POPからの感謝状」を贈呈している。
1980年代・1990年代初頭は昭和のフォークソングや浜田省吾、長渕剛などのフォークロックがヒットしていた。 1980年代後半には1986年渡辺美里「My Revolution・1987年岡村孝子「夢をあきらめないで」・1988年松任谷由実「リフレインが叫んでる」・1990年沢田知可子「会いたい (沢田知可子の曲)」等J-POPの源流となる ポップスが発表される。

### テクノポップ
1978年イエロー・マジック・オーケストラ（YMO）が1stアルバムを発表。
詳細はテクノポップ項目を参照。

### シティ・ポップ
1980年代には前述のニューミュージックとロック音楽の一種AORにルーツがあるとされる後にシティ・ポップと呼ばれる楽曲群が発表された。

### バンドブーム
1980年代には浜田麻里・小比類巻かほる・レベッカ・川村カオリなどのロック歌手が増え、ロック・バンドが次々結成される。
1980年代終盤から1990年代前半にはバンドブームと呼ばれるロックバンドの大流行が起こる。また、バンドのオーディションTV番組「三宅裕司のいかすバンド天国」が1989年2月から始まり数多くのバンドがデビューした。CMソングに起用されたたま (バンド)『さよなら人類』等がある。
後にJ-ROCK・デジタルロック・ビートロック・ヴィジュアル系等と呼ばれるジャンルを形成しチャートを賑わす事になる。詳細は日本のロックおよびバンドブームの記事を参照。

### ユーロビートの流行
日本では1970年代には東京都新宿区歌舞伎町等でディスコ (音楽)が、1980年代にはハイエナジーが踊られていた。
1980年代後半、ヨーロッパ発のユーロビートの流行があり、その影響は日本にも及んでいた。日本では東京都港区六本木などのディスコにおけるダンス用の曲として流行し、ポップス音楽のアイドルではWink・荻野目洋子・中山美穂らがユーロビートのカバー曲や和製ユーロビート曲を発表していた。
躍動感や音の密度を上げるため、BPM130を超える作品も現れた。1980年代末にTM NETWORK「Self Control」を筆頭に16ビートの「早口な歌」が現れた。

### J-POP

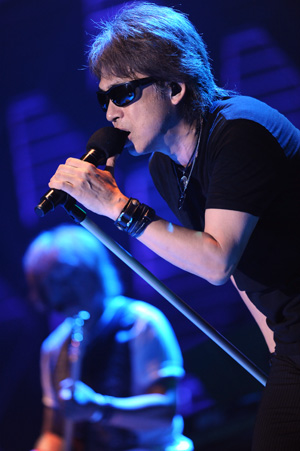
1986年に、アルバム『J.BOY』を発表した浜田省吾

1988年、10月に開局したばかりの東京のFMラジオ局・J-WAVEが「J-POP」の発祥となった。J-WAVEは「多文化的」「スタイリッシュ」な街・六本木に存在しており、当初は邦楽をまったく放送していなかった。しかし1988年の年の暮れ、同社常務・斎藤日出夫（2012年より社長）がレコード会社の邦楽担当者らとともに、J-WAVEで邦楽を流そうという企画を発足させる。レコード会社側も「洋楽しか流さないJ-WAVEが流した邦楽には希少性があり、それを集めたコンピレーション・アルバムを出す」もくろみがあったという。
この際に「日本のポップス」をどう呼称するのかが検討され（斎藤日出夫によれば、いつまでも和製○○などと言っていてはいつまでもオリジナルを越えられないという点があった）、ジャパニーズ・ポップス、ジャパン・ポップス、シティ・ポップス、タウン・ポップスなどが検討されたが、「ジャパニーズ・ポップスにせよ、ジャパン・ポップスにせよ、頭文字はJとなり、そしてここは、J-WAVEだ」という意見が出され、Jの文字を用いることとされた。ジャーナリストの烏賀陽弘道は、当時1985年に日本専売公社が民営化され日本たばこ産業=JTとなり、1986年に浜田省吾がアルバム『J.BOY』を発表、1987年に日本国有鉄道が分割民営化されJRになるなど、日本を表す「J」という文字が定着してきたことも一因ではないかとしている。これが「J-POP」という語の誕生の瞬間であり、この時点ではあくまでJ-WAVE内部のみでの呼称であった。関係者の証言により異なるが、1988年末か1989年初頭ごろの出来事である。
このジャンルは、マスメディア側が先導するかたちで音楽カテゴリーのひとつとして誕生し、それにふさわしい音楽を売り手側が分類しているという点が、グラムロック・パンク・ロック・グランジ・オルタナティヴ・ロック・ヒップホップなどといったほかの音楽ジャンルと異なっている。斎藤日出夫によれば当初の部類は多分に感覚的であり、演歌やクラシック音楽はだめ、サザンオールスターズや松任谷由実はOK、アリスやCHAGE and ASKAは違うなどとされていたが、明確な根拠はなかった。しかし洋楽の何かに影響を受けたとわかる音楽、洋楽と肩を並べられる音楽が選ばれたという。そして1989年秋にはJ-WAVEで「J-POP・クラシックス」のオンエアが開始される。
博報堂発行の雑誌『広告』1996年1、2月号では「MUSIC 特集 音楽シーンはどうなっとるのか！」と題して特集を組み、「【現在音楽用語の基礎知識】『渋谷系』なんか怖くない!!(WORDS)」というタイトルで「J-POP」を取り上げている。ここにはシャ乱Qのシングル「シングルベッド」に対する脚注として「J-POP」の説明があり、「J-POP＝ジャパニーズ・ポップスの総称。レコードショップの邦楽コーナーは『J-POP』と表記されることが多い。厳密な定義はない。Jリーグ、Jビーフと同じ用法」と書かれている。この特集は26ページにおよぶが、「J-POP」という言葉の使用は1回だけで、ほかに「J〇〇」という言い方では「Jラップ」という言葉の使用もある。
その後若者に支持される曲全般を取りまとめたジャンルとして一般化した。J-POP以前と以後の違いは、洋楽の影響を強く受けたメロディ・コード進行・リズムと若者の感性や生き方に即した歌詞にある。J-WAVEが最初に定義したJ-POP（狭義）と現在認識されているJ-POP（広義）は異なる。狭義のJ-POPとは、アメリカ西海岸ロックに影響を受けたニューミュージックやシティポップに影響を受けた渋谷系サウンドに限定されたジャンルである。1990年代後半からCDショップの邦楽フロアに並ぶ作品のジャンルの名称にJ-POPが使われ始めたことで、なし崩し的に殆どの日本製ポップスがJ-POPと呼ばれるようになった。これが現在の意味でのJ-POP（広義）の誕生である。

## 1990年代

### CDとデジタル音楽制作技術の導入

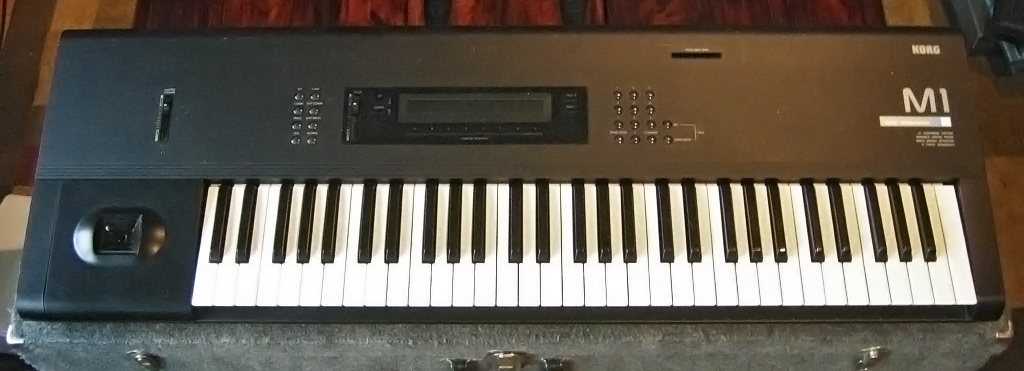
1980年代末、デジタル技術の進歩に伴い、実用的な音色を満載し、普及価格帯のPCM音源のトレンドを決定付けたKORG M1

1990年代は邦楽が大変革を遂げた年代である。機材のコモディティ化が進み、PCM音源やサンプラーが安価になったことで、制作者が多彩な音色を扱えるようになった。また、打ち込みが当たり前に使われるようになったことで、音の厚みとBPMが急速に増加し、楽曲の展開も複雑になった。打ち込みの普及は楽曲の量産やボーカルの加工に繋がり、商業音楽の工業生産が可能となった。ソフトロック・テクノ・ハウス・トランス・R&B等、世界的に評価された洋楽の表現手法が導入されはじめ、「まるで洋楽のよう」な新時代の邦楽として評価されるようになった。したがって、機材の進化による音質向上や、洋楽を邦楽に翻訳したような感覚の音楽が主流となり、表現はよりポピュラーになって、コード進行・リズム・テンポもJ-POP化された音楽が次々に登場した。
1982年に登場したコンパクトディスク (CD)およびその再生装置の普及により音楽市場が拡大し、CDをはじめとしたデジタル技術は音楽制作現場にも革変をもたらした。これまでテープの切り貼りなどアナログ的な技術で行っていた編集作業はデジタル技術によるものへと移行し、音楽制作に要する人・時間・予算の大幅な削減を可能にし、またいくらコピーしても劣化がなくなり、やり直しも簡単に行えるようになった。レコーディングスタジオにおいてはソニーが開発したPCM-3348という48トラックのデジタルMTRが世界標準の座を獲得していた。またシンセサイザーやミュージックシーケンサー、MIDI楽器の普及により、一部については楽器の演奏を行う必要すらなくなった。MIDI音源として低価格で高性能な製品が発売され、DTMブームも起きた。
そしてコストダウンと作業の迅速化により、楽曲の量産が可能となった。
この結果レコード会社側も、駆け出しのミュージシャンであっても、気軽にCDを作成することができるようになり、日本レコード協会の『日本のレコード産業』によれば、1991年の1年間で510組のバンド・歌手がデビューしている。またCDの普及は聞き手側の負担を削減した。従来、レコードを再生するステレオは良い物で25万円、普及品でも10数万円し、取り扱いも煩雑であったが、CDプレイヤーはポータブル型であれば1万円を切る価格で購入できた。実際に1984年から2004年にかけての20年間で3737万台のCDプレイヤーが出荷されているが、従来のレコードプレイヤーは42年かけて2341万台しか出荷されていない。さらにCDプレイヤーとは別に、「CDラジカセ」が1986年から2004年にかけて、5225万台生産されている。CDミニコンポは1990年から2004年までに3028万台を出荷。2004年までに累計で1億1990万台を出荷し、そのうち92%にあたる1億1032万台がミニコンポ・CDラジカセ・携帯型と言った安価なものであった。
1985年に発売された最初のCDミニコンポの価格は25万円程度であったが、2年後の1987年には10万円を切る価格となった。1985年春、オーディオメーカー・パイオニアの常務は朝日新聞紙上で「この1年間で大型のシステムコンポはほぼ無くなり、10万円程度のミニコンポにとって変わった。需要の95%はミニコンポである」と語っている。音楽再生装置は大衆化し、一家に一台から一人一台の時代へと変わっていった。オーディオは高級な趣味ではなくなり、大衆化して十代の若者や女性も音楽業界の顧客となった。その結果、女性向けの「ガールズ・ポップ」といったジャンルも誕生していく。
しかし、制作環境のデジタル化に伴いそれまで製作現場で実際に楽器を演奏していたスタジオ・ミュージシャンの仕事が激減するという弊害も生まれた。このような制作環境の変化に伴う大量生産による音楽制作はミリオンヒットが出現する確率は高まるが、没個性化・質の低下が進み、音楽が消耗品として見られるようになるなど、批判の声もあった。ソニー・ミュージックエンタテインメント（当時）の坂本通夫は、1991年を音楽業界の転換点として「音楽が作品から商品に移り変わった時」と語っている。
またパソコン通信を経てインターネットが普及し、CDに頼らずとも作品を提供することが可能になってゆく。当時は回線速度が低いため在野のミュージシャンによるMIDIが中心であったが、インターネット普及によりインディーズ音楽家が登場する土壌が生まれた。

### バブル景気とデステクノ
1986年12月から1991年2月までの51か月間続いたバブル景気により新宿・原宿・六本木・青山などでは空前のディスコブームが起きていた。1984年、麻布十番にマハラジャが開店。1991年3月から1993年10月にバブル崩壊と呼ばれる急激な信用収縮、不動産相場の急落が起きるが、ディスコブームの流行は冷めやらず、芝浦のジュリアナ東京ではイタロ・ハウスやさらに過激に進化したハードコアテクノと呼ばれるダンス・ミュージックが流された。ジョン・ロビンソンの「TOKYO GO!」等が有名である。このころのダンス音楽流行は日本のポップス市場にも影響し、1993年にデビューしたTRFは1994年から1995年にかけて発売したシングルが5作連続でミリオンセラーを記録した。
しかし、バブル崩壊後の不況の深刻化と警察の取り締まり強化等により急速に熱狂は終息し、六本木ヴェルファーレや渋谷のユーロビートパラパラ流行に移っていくことになる。

### CMソングの流行
バブル景気時代のスキーブームを受けて、1988年にJR東海「ホームタウン・エクスプレス X'mas編（現・クリスマス・エクスプレス）」CMに使用された山下達郎「クリスマス・イブ」、1987年公開の映画『私をスキーに連れてって』で使用された松任谷由実「恋人がサンタクロース」等と並ぶ冬の定番曲が多く生まれた。JR東日本のスキー旅行キャンペーンJR SKISKICMソングのZOO「Choo Choo TRAIN」、アルペンCMソング広瀬香美「ロマンスの神様」などである。他にもCMソングで、日本航空夏の沖縄旅行キャンペーンの米米CLUB「浪漫飛行」が1990年に大ヒットしている。1996年には奥田民生プロデュースPUFFY「アジアの純真」がヒットした。

### 不況と応援ソング
「一億総ブルジョア」の時代からバブル崩壊で社会に停滞感が漂うようになると応援ソングが流行していった。また、歌詞に「夜」「夢」「心」「今」等のワードが増えた。バブル崩壊後の音楽市場は再び生きづらさを歌う作品が主流になり、シティポップは表舞台から消えた。
バブル期のサラリーマンソングであったKAN「愛は勝つ」に始まり、槇原敬之「どんなときも。」・大事MANブラザーズバンド「それが大事」・ZARD「負けないで」・岡本真夜「TOMORROW」など、ミリオンセラーが次々に誕生。1990年代初頭のヒット曲の多くは「カノン進行」「がんばろう系カノン」と呼ばれるコード進行を用いているという指摘がある。

### ミリオンセラーの続発
1992年ごろから「ミリオンセラー」が続発しはじめる。1991年のミリオンセラーは9作品（シングル・アルバムの合算数。以下同様）、1992年は22作品、1994年には32作品であった。
ミリオンセラーが続出するようになった1992年ごろは日本の大手コンビニ各社が店頭で音楽CDを売りはじめた時期であり、音楽評論家の能地祐子は、このころからレコード店に縁のなかった層がCDを買いはじめたことで音楽の変質が始まったと推測している。また、トップ10のアーティストだけで年間売上シェアの4割を占めるなど、先の楽曲の大量生産と相まって、一握りの成功者とその他という図式が出来上がるようになった。テレビの歌番組が減少したこともあって、ヒット曲はテレビドラマかCMがらみという傾向が定着し、ミリオンセラーが続出しても老若男女誰もが知っている歌が無いという状況が進行した。

### 渋谷系
雑誌『ELLE』1993年11月21日号では「ジャパニーズポップ」と呼ばれる言葉でコーネリアスやピチカート・ファイヴといった、いわゆる渋谷系と呼ばれるバンドの紹介を行っている。

### カラオケボックス＋タイアップソング体制
1990年代の日本の音楽史を語る上で重要なキーワードとしてKDDというものがある。カラオケ(K)・ドラマ(D)・大幸システム(D・後述)の頭文字を取ったもので、ヒット曲を生み出すための要素とされた。1992年の『Seventeen』誌の新春号特集グラビア「1991年事件・ブーム総決算」の上位ベスト3は『湾岸戦争』・『ソ連崩壊』・『カラオケボックス』で、若者の娯楽やコミュニケーションツールとしてカラオケが一大ブームとなっていた。カラオケボックスで歌う楽曲は皆が共通に知っている必要があり、テレビドラマの主題歌・挿入歌やCMソングがその供給源であった。カラオケのレパートリーになることが曲のヒットに繋がるとすれば、音楽業界側もテレビ番組やコマーシャルとのタイアップを図るべく努力するようになる。シングルCDの購入者はもはや単なる聞き手ではなく、歌い手でありカラオケの利用者であった。こうして、カラオケボックスの普及を前提としたタイアップソング全盛期を迎える。
テレビドラマの主題歌として成功した先駆として小林明子『恋におちて -Fall in love-』、また
小田和正『ラブ・ストーリーは突然に』、CHAGE&ASKA『SAY YES』がある。これらはドラマの中で効果的に使われたため、タイアップの効果が如実に現れた。テレビアニメでは『ちびまる子ちゃん』の『おどるポンポコリン』（B.B.クィーンズ）・『SLAM DUNK』の『あなただけ見つめてる』（大黒摩季）・『世界が終るまでは…』（WANDS）・『マイ フレンド』（ZARD）とミリオンセラーが続出するなど、アニメのオープニング・エンディングテーマはタイアップソングが主流となった。これらアニメ番組のテーマソングは、すべてビーイングが携わった楽曲である。

### ビーイングブーム
1990年代前半、タイアップソング・ブームの中核を担ったのが、長戸大幸が率いるビーイングであった。ビーイング・グループは、レコード会社・音楽制作会社・映像制作会社・音楽出版社・ミュージシャンの所属するプロダクションなどから構成される。ビーイングは、企業グループとして広告主やテレビ番組制作者の注文に応えて楽曲を提供する体制を整え、そうしたコンフリクトマネジメントを企業グループ内で引き受けた。形の上では、ビーイング・グループは広告業界や放送業界から発注を受ける立場であることには変わらない。しかし、タイアップを仕掛けたいのはカラオケボックスで歌われることがヒットに結び付く音楽業界の側であり、ビーイングはそうした時代に相応しい体制を構築した。
現代的なタイアップ・システムの確立にあたっては、音楽プロダクションのミスターミュージックと、音楽出版社などをもつビーイング・グループとが組んで行った一連のアーティスト・タイアップの影響が大きい。長戸は1990年ごろからZARD・WANDS・B'z・T-BOLANといった多数のグループを、ミスターミュージックを通じて広告音楽タイアップに起用し、数多くのヒットを生み出した。1993年にはビーイング所属歌手が売上1位・2位・4位・5位を占めた（ビーイングブーム）。これを引き継ぐようなかたちで1990年代後半を席捲したのが小室哲哉である。
サウンド面では、B'zやZARDによって高速な打ち込みとハードロックの融合が行われるようになった。

### 小室ブームと音楽プロデューサー業

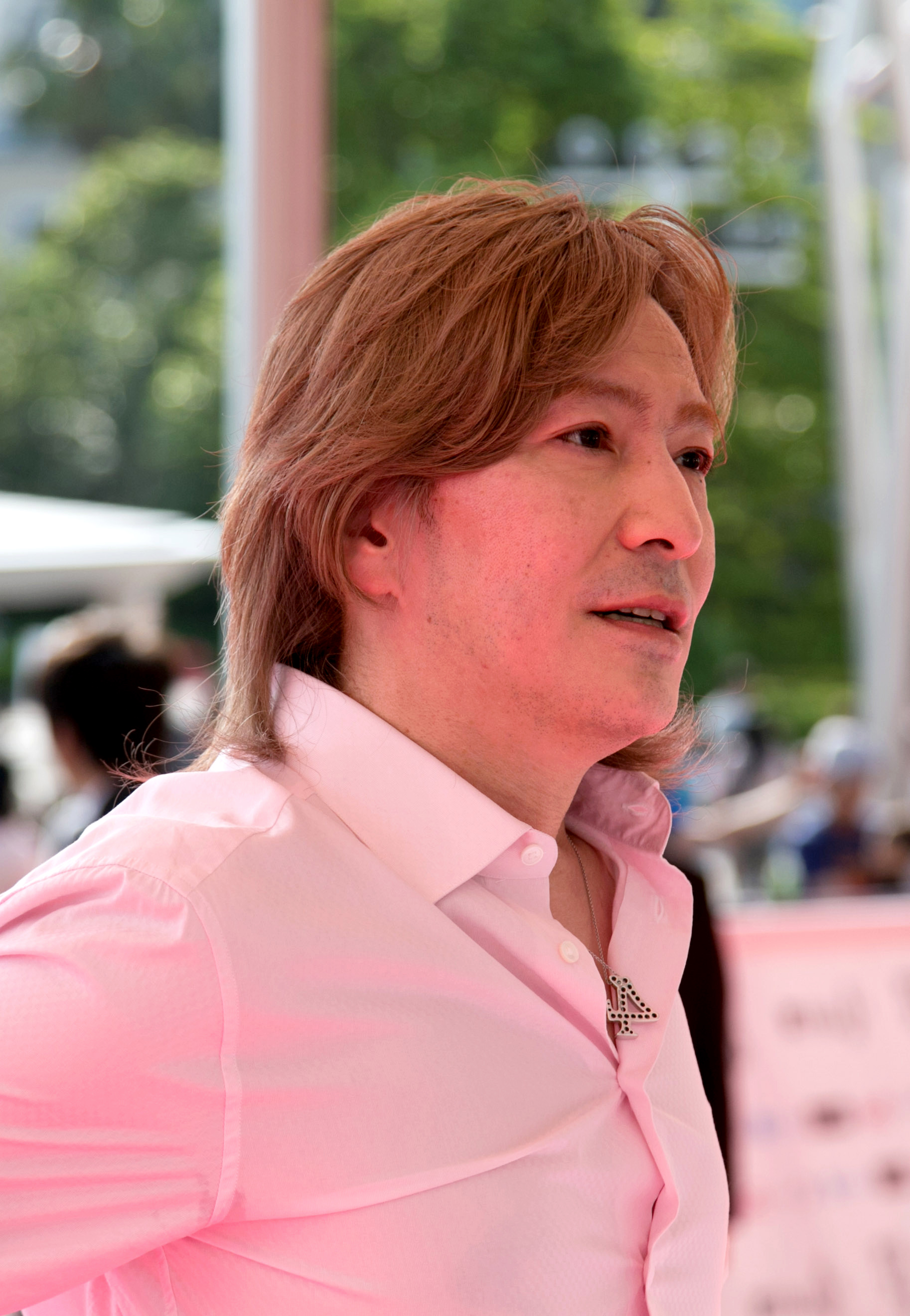
小室哲哉

小室哲哉はTM NETWORKの活動休止期間であった1992年に音楽プロデューサーとしての活動を本格化する。小室ファミリーが日本のポップス界を席巻し、数々のミリオンセラー、ヒット曲を打ち立て、「小室サウンド」と呼ばれる流行を創り出した。
小室哲哉のプロデュースを受けた安室奈美恵は、ミリオンヒット作を次々と世に送り出し、1997年に10代の歌手として日本の音楽史上初となるシングル・アルバム総売上2000万枚突破を記録した。また華原朋美がヒットしコギャル、アムラーと呼ばれる「ギャル文化」を形成した。
小室哲哉と並んでシンセサイザーの技術にいち早く注目したつんく♂は、テレビ東京『ASAYAN』発のモーニング娘。をプロデュース。1990年代後半から2000年代初頭に流行させた。
J-POPを歌謡曲から切断した小室に対して、小林武史はJ-POPと歌謡曲との連続性を維持し更新したプロデューサーとして挙げられる。小林は自身もMy Little Loverの一員であり、「Hello, Again 〜昔からある場所〜」をヒットさせ、岩井俊二監督映画『スワロウテイル』（1996年公開）・『リリイ・シュシュのすべて』（2001年公開）のサウンドトラックを担当した。
ほかにGLAYやJUDY AND MARYをプロデュースした佐久間正英のように、J-POPの隆盛は日本でも音楽プロデューサーが注目される時代を到来させた。

### バラエティ番組が作るヒット曲
1990年代になると、それまでの音楽シーンを支えていたテレビの長寿音楽番組（フジテレビ系『夜のヒットスタジオ』・TBS系『ザ・ベストテン』・日本テレビ系『ザ・トップテン』等）は次々と姿を消し、1986年開始のテレビ朝日系『ミュージックステーション』が残る程度となった。
1990年代中盤から、フジテレビ系『HEY!HEY!HEY! MUSIC CHAMP』や日本テレビ系『速報!歌の大辞テン』とプライムタイムの音楽番組が復活したが、以前の『ザ・ベストテン』『歌のトップテン』が音楽報道番組としての性格が強かったのに対し、これらはトークを中心とした音楽バラエティ番組としての性格が強く、こうした音楽番組にはシーンメイキングをする力は無かった。この時期にヒットを生み出したのは、音楽番組ではなく、バラエティ番組であった。日本テレビ系『電波少年』でのヒッチハイク企画で人気者となったお笑いコンビ・『猿岩石』の『白い雲のように』はミリオンセラーとなり、同局の『ウッチャンナンチャンのウリナリ!!』から生まれたポケットビスケッツ『YELLOW YELLOW HAPPY』や、中西圭三・小西貴雄作曲によるブラックビスケッツ「Timing」もヒットした。テレビ東京『ASAYAN』は、1980年代におニャン子クラブを生み出した『夕やけニャンニャン』と同様の手法で、モーニング娘。をヒットさせた。

### ダンスミュージック、黒人系音楽の流行

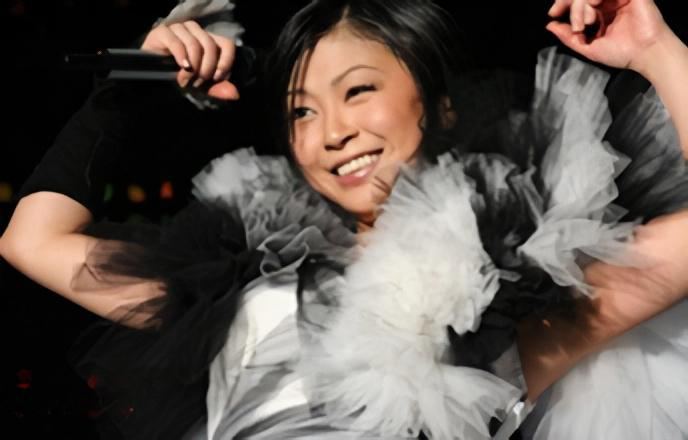
宇多田ヒカル（1998年にデビュー）

1991年ZOOの「Choo Choo TRAIN」がヒットする。ブラック・コンテンポラリーやR&Bジャンルが日本にも浸透しはじめる。TRFの「EZ DO DANCE」、電気グルーヴの「虹」、安室奈美恵の「TRY ME 〜私を信じて〜」といったエレクトロニック・ダンス・ミュージック系統のJ-POPが本格化した。1994年、EAST END×YURIの「DA.YO.NE」のようなヒップホップも本格的に流行しはじめる。詳細は日本のヒップホップを参照。
1991年のCHARA「Heaven」、1996年のUA「情熱」・久保田利伸withナオミ・キャンベル「LA・LA・LA LOVE SONG」、1998年のMISIA「つつみ込むように…」、1999年のbird「SOULS」等、和製R&Bと呼ばれる曲調も流行し、1999年3月に宇多田ヒカルが1stアルバム『First Love』を発売すると、日本で860万枚以上、国外を含めると990万枚以上を出荷し、日本のアルバム歴代チャート1位を獲得した。
1990年代前半はハードロックやハードコアテクノやユーロダンス、1990年代後半はR&Bやレゲエの流行に移り変わり、その後は趣味嗜好の多様化により画一的な構図では音楽の流行を説明できなくなった。

### J-POPの定着
J-POPという言葉は1990年代から一般の雑誌でも見られるようになり、1993年7月には『ザ・テレビジョン』でロックバンド「J★POP」が紹介された。オリコンチャートやテレビ音楽番組などでの人気ランキング発表を「J-POPヒットチャート」と呼んだ。言葉の普及には歳月を要し、定着したのは1993年から1995年ごろとされるが、タワーレコード心斎橋店では1990年にJ-POPコーナーが設置されている。雑誌『マルコポーロ』は1994年7月号において「パクりが多い」「ヒット曲のほとんどが盗作」という見出しで「洋楽を無節操に真似た音楽」を定義に「Jポップス」という言葉を使用している。
1993年は日本プロサッカーリーグ（Jリーグ）が始まった年であり、この存在もJ-POPという語の普及にとって無視できない要素であると言われた。「Jリーグ」は同年の「新語・流行語大賞」に選ばれている。Jリーグの開幕もあり、おおよそ1995年までにはJ-POPという言葉は定着したとみられている。1995年春には「J-ROCKマガジン」が創刊され、雑誌と連動したテレビ番組「J-ROCK ARTIST COUNT DOWN 50」が人気となり、マスメディアでポップスとロックを区別するかたちでも使われるようになった。
呼称の定着までに時間がかかった一因としては、「J-POP」という名称がライバル局から生まれたものとして他局が使用に積極的ではなかったこともあげられる。一例としてJFN系キー局であるエフエム東京や、その傘下の出版社では1990年代中ごろまでは極力使わず、本来の「ジャパニーズ・ポップス」の略称である「J-POPS」という名称を多用した。音楽番組「デイブレイク J-POPS」や「アフタヌーン・ブリーズ」のジャパニーズ・ポップス・リフレインなどがそうである。
『AVジャーナル』2003年11月号では富澤一誠がNACK5で『JAPANESE DREAM』という音楽評論家がプロデューサーとパーソナリティを兼ねた番組を担当していたことから、NACK5の常務取締役・田中秋夫との対談が組まれ、当時の音楽状況について討論した。田中秋夫は元文化放送の編成局長で、1960年代から1990年代まで『セイヤング』などのディレクターを務めた。二人の対談は5ページにわたるが「J-POP」という言葉は登場しない。『JAPANESE DREAM』でよく選曲していた楽曲を収録した『TEARS』『TEARSⅡ』という2枚のコンピレーション・アルバムが、富澤の監修により2002年秋と2003年秋にユニバーサルミュージックから発売されたが、『TEARS』ではASKA「はじまりはいつも雨」・中島みゆき「わかれうた」・沢田知可子「会いたい」・杏里「オリビアを聴きながら」・石川セリ「ダンスはうまく踊れない」・松山千春「恋」・大橋純子「シルエット・ロマンス」など17曲が、『TEARSⅡ』では今井美樹「PRIDE」・Le Couple「ひだまりの詩」・森高千里「雨」・岡本真夜「Alone」・氷室京介「魂を抱いてくれ」・松田聖子「あなたに逢いたくて」・中森明菜「飾りじゃないのよ涙は」・五輪真弓「恋人よ」など16曲が収録され、これらの楽曲について富澤が「最近、音制連では『J-STANDARD』という言い方になっている」と話している。同誌の富澤のプロフィールには「ジャパニーズ・ポップス専門の音楽評論家」と書かれている。
なお烏賀陽によれば、J-POPは従来あった歌謡曲・フォーク・ロック・ニューミュージックなどのジャンル・サブジャンルをすべて殺し、それに成り代わっていったという。J-POPの普及後は従来のジャンルはJ-POPというマンションに入居し、歌謡曲系J-POP・フォーク系J-POP・ロック系J-POPなどといった構造に再構築され収まっていると例えた。
CD売上は右肩上がりを続けて1991年に初の4000億円台を記録すると、1998年の6074億9400万円まで史上最高を更新しつづけた。CD生産量も1991年に3億枚、1993年に4億枚を突破するなど成長を続け、個人としても1977年に阿久悠が作詞家として記録した1172万9000枚の作家別の年間売上記録を、織田哲郎が作曲家として1240万5000枚を記録し16年ぶりに更新した（1976年以後の記録）。
1998年に日本のレコード(CD)生産金額は過去最高を記録する。1988年に3429億4700万円であった生産金額は、10年後の1998年には6074億9400万円と、ほぼ倍増している。

### 中華圏での流行
J-POPは1990年代頃の一時期、中華圏で大人気となり、中国大陸・香港・台湾などでも現地の人気歌手によってカバーされた。一方で、違法コピー海賊版も多く出回り、その対策が問題となった。

## 2000年代

### トランスの流行

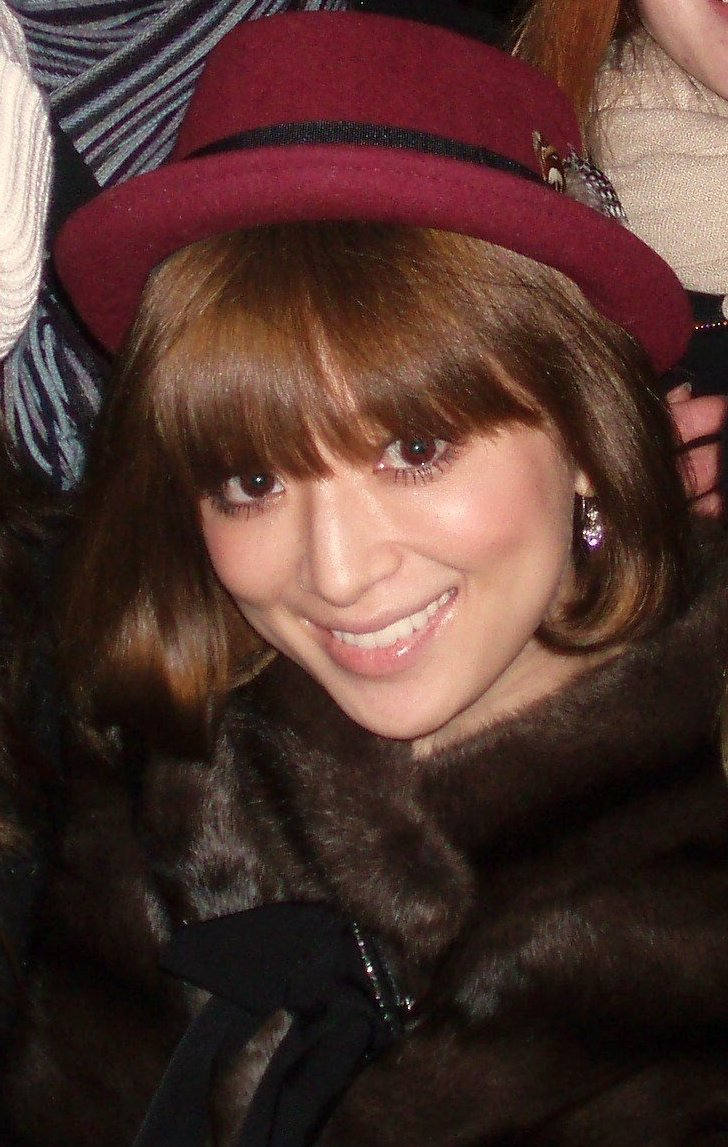
浜崎あゆみ

2000年代前半には、1998年から続いていた日本国内におけるR&Bや2ステップのブームが終焉を迎える。
海外のクラブ・ミュージックではトランスが流行していたが、日本でもその曲調を取り入れた浜崎あゆみが人気となる。「サイケデリックトランス」や「サイバートランス」等と呼ばれたダンスミュージックは東京都渋谷区渋谷のクラブ・センター街・道玄坂の商業ビル109 (商業施設)などを中心にトラパラというダンスによって流行し、ファッションと合わせて「ギャル文化」を形成した。トランス曲調を歌ったのは玉置成美・愛内里菜・fripSide・MELLらがいる。
2001年初冬、宇多田ヒカルが2ndアルバム『Distance』のリリース予定を3月28日に公表したのちに、浜崎あゆみのベスト・アルバム『A BEST』が同じ発売日に設定されたことから、テレビのワイドショーやスポーツ新聞などから「歌姫対決」と煽られる。最終的に双方とも売上400万枚を超えるヒットとなった。

### 歌姫ブーム
「歌姫」ブームの火付け役となった前述の浜崎あゆみと宇多田ヒカルをはじめ、同時期にブレイクを果たした椎名林檎・aiko・MISIAは「国民的歌姫」と言われ、2000年代を通して人気を博した。また、2000年代前半から中盤には中島美嘉・BoA・倖田來未らソロ女性歌手のアルバムがミリオンヒットを記録したことや、「ギタ女」ブームにおけるYUIや木村カエラのブレイク、そのほかには大塚愛や伊藤由奈らのブレイクで、多数のソロ女性歌手による「歌姫」ブームが巻き起こった。

### 桜ソングの流行
音楽ジャンルの融合が進み、ヒップホップ、三木道三や湘南乃風に代表されるジャパニーズレゲエ・ミクスチャー・ロック・スカコア・青春パンクなども人気となる一方で、2000年代は季節を歌う曲もヒットした。
特に森山直太朗の「さくら」以後、河口恭吾の「桜」、ケツメイシの「さくら」、コブクロの「桜」など、春の季節や桜をテーマ・モチーフにした楽曲がヒットするようになり、これらの楽曲を総称して「桜ソング」と呼ばれた。

### ミリオンセラーの減少
2000年代に入るとシングルの売上が減少を始め、2003年3月5日に発売されたSMAP「世界に一つだけの花」を最後に日本レコード協会の認定で200万枚を超える売上（出荷）を記録したシングル盤は2012年まで現れなかった。2000年代後半に入るとミリオンセラーのCD自体が減少するようになった（日本レコード協会の認定で2008年と2009年の2年連続、オリコンの集計で2008年から3年連続でミリオンセラー・シングルが存在しない）。

### カバー曲ブーム・昭和歌謡ブーム
2001年に発売された井上陽水のアルバム『UNITED COVER』が、収録曲がすべてカバー曲でありながらもヒットし、カバーブームの火付け役となった。同年にはウルフルズとRe:Japanが坂本九の「明日があるさ」をカバーしてヒットさせた。小田和正をメインにカバー曲などを披露する音楽番組『クリスマスの約束』が開始されたのもこの年である。
また、2002年には島谷ひとみがヴィレッジ・シンガーズの「亜麻色の髪の乙女」をカバーしてヒットしたほか、多くのアーティストがカバーアルバムを発表、平井堅が童謡のカバー「大きな古時計」で初のオリコン1位を獲得した。さらにテレビ東京で『カヴァーしようよ!』が放送された。2001年から2002年ごろには、夏川りみが森山良子の「涙そうそう」をカバーしてヒットさせた。
ヒット曲カバーの流れは2003年に入っても続いた。また、同時期にはEGO-WRAPPIN'・クレイジーケンバンド・渚ようこなど、昭和歌謡曲を再構築する動きもみられた。2005年には德永英明の『VOCALIST』がヒットし、カバーブームはさらに拡大する。

### テクノポップ再興
2000年代後半、欧州等でのフィルターハウスの流行を取り入れた中田ヤスタカによる数々の音楽プロジェクトが成功し、2007年からテクノポップブームが起きたことで、アコースティック感のないシンセサイザー音（「ピコピコ」音）が主体の音楽が多数作られるようになった。
同時に、PC上のデジタル・オーディオ・ワークステーション（DAW）による打ち込みが主流となり、音楽表現が劇的に高度化・複雑化した。PC上のDAWによる打ち込み主体の音楽に移行した原因としては、顧客の趣味嗜好の細分化によりCD不況とも呼ばれる状況に移行したことで制作費用が掛けられなくなり、スタジオ・ミュージシャンの起用などが難しくなったことも影響している。さらに、PCやインターネットへの常時接続環境の普及により、個人が容易に情報発信を行えるようになり、アマチュアが自主的に音楽配信を開始したことで、ネットを中心とした音楽シーンなども形成されるようになった。

### 音楽配信が開始
日本では2005年に「iTunes Store」がサービスを開始し、2004年から2006年にかけて各携帯会社が「着うたフル」を開始するなど、音楽配信（デジタル・ダウンロード）の売上が増加する。日本レコード協会の発表によると、同協会が集計の公表を開始した2005年から2008年まで有料音楽配信の売上金額は上昇を続け、2006年にはシングルCDの生産実績を上回った。ただし、2009年の売上は前年とほぼ横ばいで、2010年には前年を割っている。音楽配信による代表的なヒット曲として、青山テルマ feat. SoulJaの「そばにいるね」やGReeeeNの「キセキ」がある。「そばにいるね」は、2008年に「日本で最も売れたダウンロード・シングル」としてギネス世界記録に認定されたが、翌年の2009年に「キセキ」が記録を更新した。累計400万ダウンロード以上の売上を記録しており、レコチョクが2019年に発表した「平成で最もダウンロードされた楽曲」にも選ばれている。
2000年代後半からは「CDを買う」ことと「音楽を買う」ことの意味合いが乖離しはじめる。若年層の流行はCDランキングより配信ランキングに反映されるようになった。その反面、週間シングルCDランキングの上位はアイドルが占めることが多くなり、声優やアニメソング歌手の歌うアニメソング・キャラクターソングがランクインすることも珍しくなくなった。また、CD売上の減少・横並び化を逆手に取れば、地道にキャリアを積み重ねてきたベテランバンドや新人歌手であっても（2008年時点から）数年前のミリオンアーティストと同等あるいはそれ以上の脚光を浴びるチャンスが生まれた。いずれにしても、このころから音楽の聴き方が多様化し、音楽消費の傾向がセグメント化（細分化）していく。
2000年代における音楽ソフト（パッケージ）売上の減少は、「CD」や「レコード」という「音源記録媒体」を購入する時代から「音源そのもの」だけを購入するダウンロード販売が主体の時代へと移行したことを示しており、音楽産業に限らないコンテンツ産業全体におけるデジタル化と高技術化が生んだ現象である。日本レコード協会の発表によると、パッケージと有料音楽配信を合計した売上金額で2005年から2007年まで3年連続で前年を上回っていたが、2008年には前年をやや下回った。インターネットが個人で利用しやすくなったことにより、ファイル共有ソフト (P2P等)やウェブサイト上での不正アップロードが横行するのも要因であるが、こちらは有料音楽配信の影響も受けている。

### 特典・複数商法の顕在化
2005年ごろからは、CDにDVDやグッズ、キャンペーンコードなどの様々な特典を付ける売り方（「初回限定盤」ほか）や、カップリング曲やジャケット写真等が異なるCDを複数リリースする売り方も増えはじめた。モーニング娘。は、2005年リリース曲「色っぽい じれったい」のCDに握手会のキャンペーンコードを封入し、嵐も同年にリリースした「WISH」でCD購入者限定の握手会を開催し、2006年リリースのKAT-TUNのデビューシングル「Real Face」では、ジャケット写真のセンターが異なる初回限定盤をリリースするなど、のちに「接触商法」「複数商法」「握手商法」と呼ばれるようになる売り方が顕在化するようになった。

### 動画共有サービスの普及とボカロブーム
2000年代後半以後、カルチャーの流行がインターネットから生まれるようになっていく。2005年には「2ちゃんねる」上で発表されたFlashムービーでルーマニア語の歌詞が日本語の空耳に聞こえることが話題になったO-Zoneの「恋のマイアヒ」が「着うた」「着うたフル」年間ランキング1位を獲得する。
インターネットを介した情報交換が国家を跨いで活発に行われた結果として、音楽ジャンルの融合と新しい音楽表現が生まれた。日本発の音楽としてはアニメソングがファイル共有ソフト初期の時代から好まれた。2005年には「YouTube」、2006年には「ニコニコ動画」が開設、2007年には『初音ミク』がリリースされた。
こうして2000年代後半には、YouTubeやニコニコ動画といった動画共有サービスや、初音ミクのようなVOCALOIDソングが流行。2000年代末になるとネット発の音楽家が表舞台に立つようになり、ネット発の音楽家も多数登場した。のちに有名となる前山田健一や米津玄師もこの時期のニコニコ動画出身である。また、ニコニコ動画において、J-POPの典型コード進行として王道進行の存在が発見された。
2006年のオリコン年間シングルランキングで2位となったレミオロメンの「粉雪」は、ニコニコ動画において最初の「弾幕ソング」として局地的なブームを巻き起こした。

### その他
- バラード - 「ジャパニーズホラー」と呼ばれるホラー映画サスペンス映画が流行りその主題歌として、鬼束ちひろ「月光」のように物悲しいバラード曲もヒットした。
- アカペラ - CHEMISTRYやゴスペラーズなど、歌声を重視するアカペラのヒットがあった。
- フォークソング - ゆずによるネオフォークがヒットした。
- ポップソング - 松浦亜弥・大塚愛「さくらんぼ 」・mihimaru GT「気分上々↑↑」など、ロックやヒップホップをさらにポップにした明るいポップス音楽もヒットした。
- 環境音楽 -  2001年、喜多郎がグラミー賞ベスト・ニュー・エイジ・アルバム賞を受賞。環境音楽、癒やしの音楽（ヒーリングミュージック）も人気となった。

## 2010年代

### 女性アイドル人気の復活とアイドル戦国時代

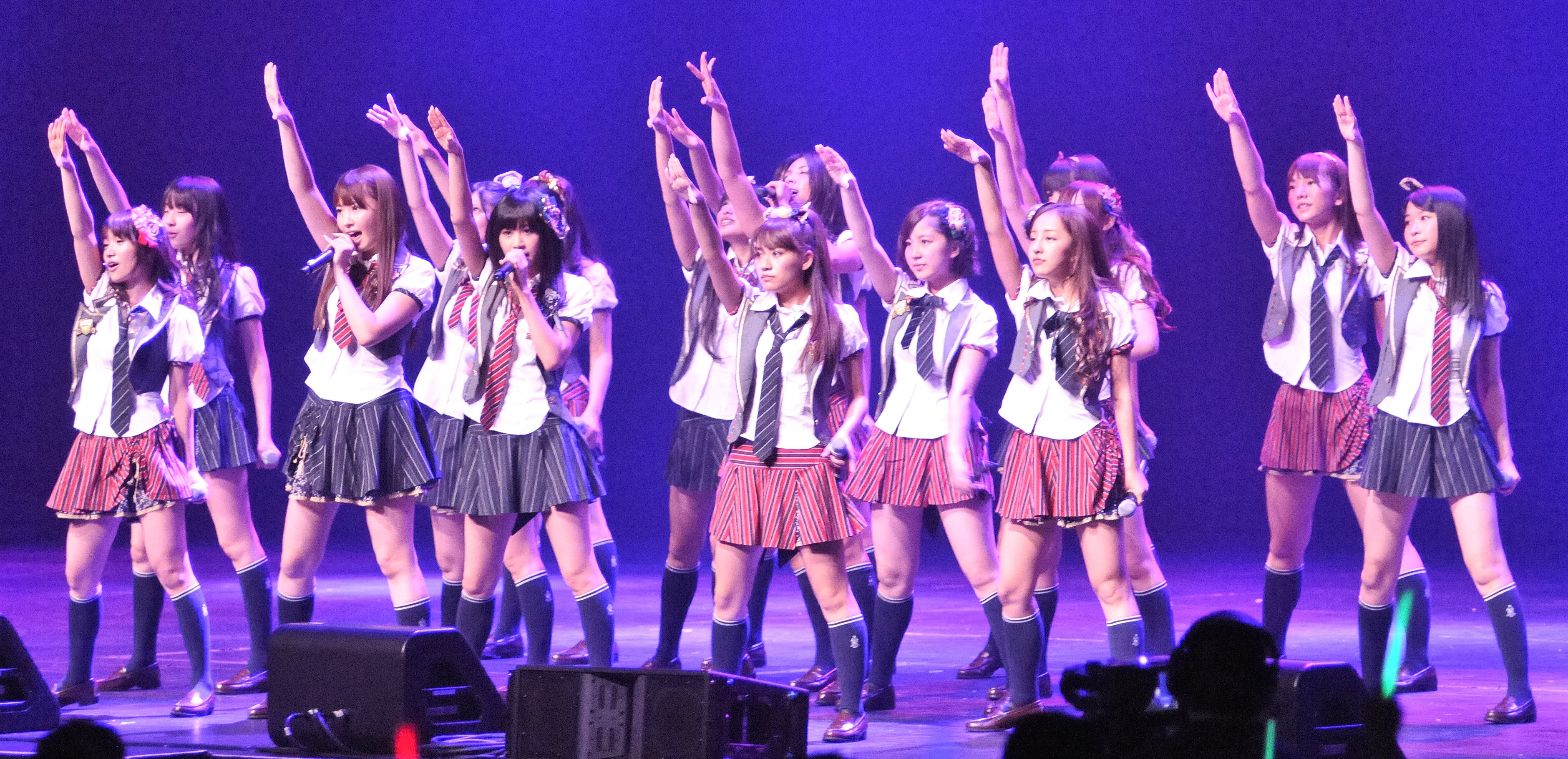
AKB48

モーニング娘。の人気がピークを過ぎた2000年代前半以降、男性アイドルグループは、ジャニーズの活躍で依然として安定した人気を保っていたものの、女性アイドルグループは、女性ソロアーティストの人気に押されて下火となった。
しかし2010年代に入ると、2005年12月8日より東京・秋葉原を拠点に活動していたAKB48や、ももいろクローバーZのブレイクにより、女性アイドルグループの人気が復活した。AKB48のブームに続けと、2010年代以降はアイドルグループが乱立し、「AKBの公式ライバル」を自称する乃木坂46のようなメジャーアイドルや、「地下アイドル」と呼ばれる、ライブ活動を中心に活動するマイナーアイドル（あるいはご当地アイドル）も多数現れた。このような過当競争は「アイドル戦国時代」と呼ばれる状況を生み出した。AKBの物量作戦の傾向もあり、AKBファンとモーニング娘ファンとで論争になることもあった。
並行して若年層を中心にオタク文化が流行し、従来の「洋楽に追いつけ追い越せ」という風潮からの変化が見られた。

### CD不況

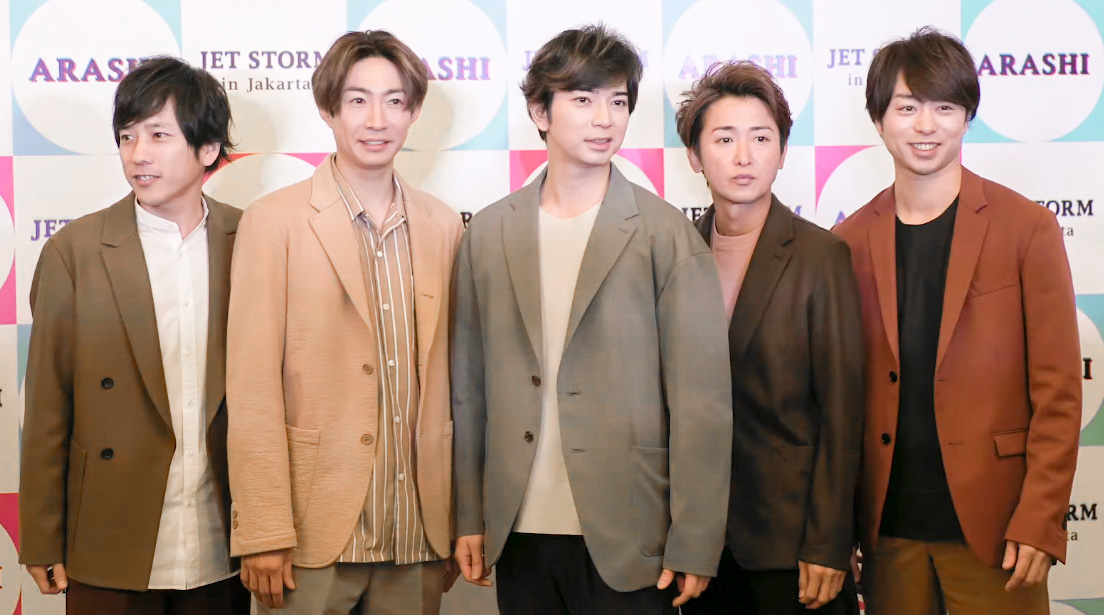
嵐

2010年代になるとシングル盤だけでなくアルバム盤もミリオンセラーとなる作品が少なくなり、「CD不況」と呼ばれる状況となった（2010年発売のアルバム盤で年度内にミリオンを突破したのは2作のみ）。
さらに、2010年のオリコン年間シングルランキングは、AKB48と嵐の2組でTOP10を独占するなど、特にシングル盤においてアイドルグループとその他アーティストとの売上の格差が拡大した。
一方で、日本レコード協会が発表した2010年の着うたフル年間チャートでは、AKB48の楽曲は「ヘビーローテーション」の12位が最高であり、着うたフルを配信していない嵐はチャート対象外であった。着うたフルを配信しなかったジャニーズ作品が2010年のオリコン年間シングルランキングトップ100のうち23曲を占めたほか、桑田佳祐・Mr.Children・BUMP OF CHICKENなど、着うたフルを配信していないアーティストのCD盤のセールスが顕著に伸びた。
また、「AKB商法」や「K-POP商法」と呼ばれる、メンバーとの握手券などの特典を付けることにより、熱心なファンが同じ商品を複数枚買うようなセールス方法が常態化した。そのようななかでも、AKB48が2013年に発表した「恋するフォーチュンクッキー」は、各地で「踊ってみた動画」が次々と投稿され、ファン以外にも浸透した。
2010年代には岡崎体育のJ-POPにありがちなMVを揶揄する曲である「MUSIC VIDEO」が人気を博したほか、タニザワトモフミが「くたばれJ-POP」をリリースするなど、J-POPの陳腐化も指摘された。
ソーシャルメディアや動画投稿サイトの普及により、CDセールスランキングでは見えないネット発のヒット曲も生まれた。2012年のJOYSOUND年間カラオケランキングでは3位に「千本桜」が入り、ボーカロイド曲が初のトップ3入りを果たした。2013年のJOYSOUND年間カラオケランキングの上位3曲は「女々しくて」「残酷な天使のテーゼ」「千本桜」であり、楽曲の人気がセールスでは計れなくなった。

### 音楽配信サービスの多様化、違法ダウンロード問題
2005年にAppleがメジャーレコード会社と提携して日本国内でのiTunes Storeサービスを開始し、国内の音楽配信サービスである着うたフルと競合するようになった。CD売上の減少とともに着うた配信、ダウンロードによる音楽配信が主流になりつつも、日本の音楽市場全体でみるとCD市場の減少分をカバーするには至らなかった。
日本の音楽配信市場が2000億円を超えた2008年、その9割はフィーチャーフォン向けの着うたサービスだった。その後スマートフォンへの移行でiTunes Storeサービスを含む「インターネット配信」が伸びたものの全体的には減少傾向にあったが、2014年には5年ぶりに前年度を上回った。
2008年に日本のパッケージ売上がアメリカを抜いて世界一になり、それ以後も他国に比べて緩やかな落ち幅で、世界一のCD市場を維持し続けた。アイドルの特典商法の隆盛により2012年にはCD市場が一時的に盛り返したものの、それ以降は再び減少傾向にある。2014年には、史上初めてコンサート入場料収入がCD売上額を上回った。
国際レコード産業連盟（IFPI）および日本レコード協会（RIAJ）の発表によると、2012年の日本の音楽売上は44億2200万米ドルで、アメリカの44億8180万米ドルに迫った。音楽市場規模の上位5か国のうち、唯一日本のみが成長した。さらに二次利用に関する権利収入を除いた音楽ソフト（CD・音楽ビデオ・ダウンロード等）の売上高では日本がアメリカを上回り、1973年の統計開始以来初めて日本が世界1位の市場となった。しかし、翌2013年は日本が大幅に売上を落とした。
2012年9月10日、YouTubeや違法ダウンロードの蔓延が売上減少の最大の原因であるとして、日本レコード協会・日本音楽事業者協会（音事協=JAME）・日本音楽制作者連盟（音制連=FMPJ）など音楽芸術関係7団体は、「私的違法ダウンロードの罰則化」に関する啓発活動を目的に「STOP!違法ダウンロード広報委員会」を設立した。

### ストリーミング市場の拡大
2015年頃からSpotify、Apple Musicをはじめとしたサブスクリプション型のストリーミングによる売上が増加をたどり、2018年にはダウンロードによる売上を越え、2019年時点でストリーミング単体では465億円の売上となった。ストリーミングはアーティストへの収益分配が十分でないという批判が大きく、当初は大物アーティストの提供取りやめが相次いだが、ストリーミングの占める売上が年々高まるにつれ多くのアーティストが提供するようになった。
音楽は所有するものからアクセスするものへと変化し、2010年代終盤から2020年代にかけてボカロにゆかりのある米津玄師、ブラックミュージックをベースとした星野源、フォークソングをベースにしたあいみょん、オルタナティヴ・ロックを基軸としたKing Gnu、ピアノロック系のOfficial髭男dismなどが人気を集めた。星野源の「恋」や米津玄師の「Lemon」などはYouTubeのミュージックビデオで、あいみょんの「マリーゴールド」、King Gnuの「白日」、菅田将暉の「まちがいさがし」、Official髭男dismの「Pretender」などはストリーミングで、いずれもリリース後1年足らずで1億回以上の再生回数を記録し、「売れた枚数」から「聴かれた回数」へと、楽曲のヒット基準が変化した。
2010年代末以降は、YouTubeやTikTok等のインターネットを中心に流行した楽曲が、のちにテレビなどを通じて広まる逆輸入的な現象も起きている。YouTuberとして活動する音楽家も一般的となった。
2016年に発表された古坂大魔王が扮する「ピコ太郎」の「ペンパイナッポーアッポーペン」は、「『ショートムービーが駆動するバイラルヒット』の先駆けだった」と評される。同曲はジャスティン・ビーバーが紹介したことをきっかけに世界的な話題となり、その年の年間トレンド動画ランキングで日本人初となる世界2位、アメリカ・Billboard Hot 100で77位にランクインした。
一方、K-POPが世界を席巻するなかで、日本の音楽の世界進出が未だに進んでいないことを問題視する声もある。ネットメディアの活用が遅れていることや、著作権使用料の支払い処理が複雑であることが主な要因とされる。
2010年代はCDセールス・着うたフル・iTunes等による配信ダウンロードとそれぞれにチャートが存在したため、ヒットした楽曲を客観的に判定することが難しい側面もあった。オリコンは長らくCDセールスを重視してきたが、2017年に「デジタルシングル（単曲）ランキング」、2018年に「ストリーミングランキング」とCD、デジタル・ダウンロード、ストリーミングを合算した「合算ランキング」の発表を開始した。
全体的には日本の音楽業界はCDが売れなくなるとしてデジタル化に消極的であり、日本でのストリーミングの本格化は2020年代以降となる。

### シティ・ポップの世界でのヒットとネオ・シティ・ポップ流行
2010年代後半ごろ、約40年前の日本の流行音楽であるシティ・ポップが国外で注目されはじめた。2020年10月には海外YouTuberがカバー曲の歌唱動画を発表したことを契機に松原みきの「真夜中のドア〜Stay With Me」（1979年）がSpotifyグローバルバイラルチャート15日連続世界1位を記録、Apple MusicのJ-POPランキングでは12か国で1位を獲得するヒットとなった。その流れを受け日本でシティポップの新曲が発表された。また、日本の若手アーティストのあいだでネオ・シティ・ポップと呼ばれる流行も起きたとされる。

## 2020年代

### 新型コロナウイルスパンデミックの影響

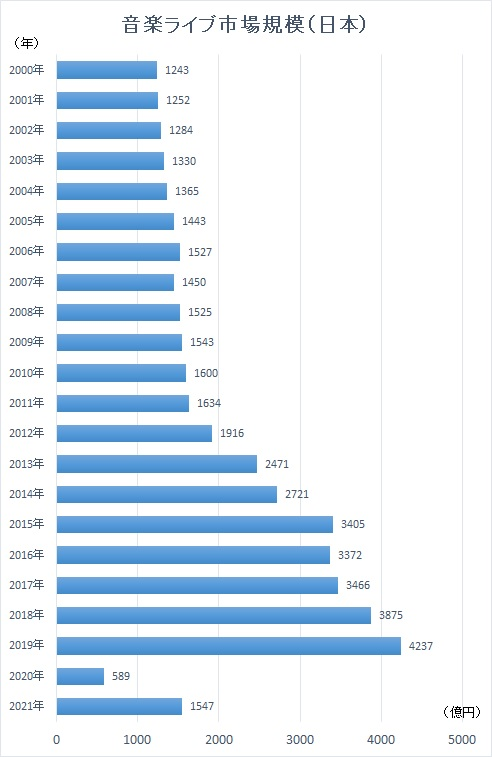
日本の音楽ライブ市場推移

日本における2020年初冬以降の新型コロナウイルス感染拡大の影響によりソーシャルディスタンスを確保する必要が生じると、2000年代以降成長を続けてきた音楽ライブの市場規模は大幅な減少となった。ぴあ総研によると、2020年のオンラインライブを除いた音楽ライブ市場は2019年の4,237億円から対前年比86.1％減の589億円、音楽フェス市場は2019年の330億円から対前年比98%減の6.9億円に激減した。多くの音楽家にとって、楽曲の公開で作品の配信やオンラインライブ以外の方法が取りにくくなった。
世界的にはストリーミングサービスにより原盤音楽市場は増収となるも、デジタル化が遅れていた日本市場は一人負けの減収となる。
一方インディーズ側からでは、ボカロに縁がありYouTube動画で楽曲を発表していた、ずっと真夜中でいいのに。・YOASOBI・ヨルシカの3組のバンドは「夜好性」と呼ばれ人気となった。一般人女性のひらめが制作してTikTokに投稿した「ポケットからきゅんです!」が話題を集め、インディーズミュージシャンの楽曲がTikTokを起点に拡散する傾向が強まった。
かつては芸能プロダクション、音楽事務所が売り出す方法に頼らざるを得なかったが、TuneCoreなどの音楽配信委託サービスによって誰にでも楽曲配信が可能となったことで、瑛人、yamaなどSNS経由でのインディーズミュージシャンのブレイクが増加している。
2020年には、CD未リリースながらストリーミングやYouTubeの動画再生回数で好成績を収めたYOASOBIの「夜に駆ける」が音楽チャート「Billboard Japan Hot 100」の年間1位を獲得しNHK紅白歌合戦に出場、2021年はBillboard Japan各指標ダウンロード、ストリーミング、カラオケの三冠で年間1位の優里「ドライフラワー」など、フィジカルセールスからストリーミングへの流れがさらに拡大している。

### 新型コロナ禍でのロックフェスの再開
2022年に入り、新型コロナのパンデミックの終息は見えなかったものの、マスク着用・ソーシャルディスタンス・声援禁止等の感染防止対策ガイドラインの規制を維持した上で日本各地でロック・フェスティバルの開催が再開された。5月開催のMETROCK2022のヘッドライナーを務め、楽曲「新宝島」を演奏したサカナクションの山口一郎は、NHKのインタビューで「不安な時代を音楽で“乗りこなす”」意義を強調した。また7月開催の京都大作戦2022主催ロックバンド10-FEETは楽曲「その向こうへ」「RIVER」等を演奏、開催出来た感謝の言葉を述べた。茨城県での「LuckyFM Green Festival」、WANIMA主催「1CHANCE FESTIVAL」のように新規のフェスも開催された。

### アニメソング、ボカロソング、ゲームミュージックの人気拡大、世界的人気
アニメソングは海外でもっとも聴かれた日本のポップス音楽ジャンルに成長し、密かに日本を代表する音楽ジャンルとなっていたが、日本が本場となり海外へ輸出する「おたく文化」の諸分野は、国内では一般の大衆文化よりもさらに劣るとみなされてきたため、国内での認識度は低かった。また「J-POP」とは別物とされることが多く、音楽番組や音楽専門誌などでもアニメソングやアニメソング歌手が大きく取り上げられることは少なかった。2010年代の時点ではいくら売れてもメインストリームになれないジャンルとして認識されており、背景としては権利関係の複雑さや、アニソン歌手認定されると一般的な音楽シーンには戻れなくなる点があった。テレビでは露骨に冷遇されることもあった。一方、日本国内で成功した一般ミュージシャンは欧米デビューで失敗するパターンが多く、モノマネ・文化的植民地の域に留まっているそれらより、西洋文化の枠組みに囚われない日本的なものであるオタク文化のほうが海外にも広まるのではないか、という予想も1990年代の時点でされていた。
2000年代以降CDバブルが崩壊する中、代わってアニメ・アニソンがインターネットで人気を得た。やがてアニメソングの存在が認知されるようになり、2020年にはLiSAの「炎」が第62回日本レコード大賞大賞を受賞した。LiSAの「紅蓮華」は、2020年12月4日発表のSpotify・「海外で最も再生された国内アーティストの楽曲」の1位であり、2021年8月8日『東京五輪閉会式』に用いられた。このほかゲームミュージックも海外に知られた日本発の音楽となっており、2021年7月23日『東京五輪開会式』での選手入場行進曲に用いられた。
| Spotify・海外で最も再生された日本のアーティストの楽曲（2021年） | Spotify・海外で最も再生された日本のアーティストの楽曲（2021年） |
| --------------------------------------------------------------- | --------------------------------------------------------------- |
| 1位                                                             | Eve「廻廻奇譚」                                                 |
| 2位                                                             | LiSA「紅蓮華」                                                  |
| 3位                                                             | YOASOBI「夜に駆ける」                                           |
| 4位                                                             | TK from 凛として時雨「unravel」                                 |
| 5位                                                             | Linked Horizon「心臓を捧げよ!」                                 |
| 6位                                                             | TERIYAKI BOYZ「Tokyo Drift」                                    |
| 7位                                                             | ビッケブランカ「Black Catcher」                                 |
| 8位                                                             | KANA-BOON「シルエット」                                         |
| 9位                                                             | いきものがかり「ブルーバード」                                  |
| 10位                                                            | YOASOBI「怪物」                                                 |
| 太字の楽曲はアニメ主題歌。                                      |                                                                 |

2022年以降もアニメソングは人気であり上半期はAimer「残響散歌」がBillboard JAPAN HOT100上半期1位、SiM「The Rumbling」がアメリカ・Billboard HOT HARD ROCK SONG CHART100で1位獲得、映画「ONE PIECE FILM RED」主題歌のAdo「新時代」は日本の楽曲で初めてApple Musicデイリーグローバルチャート1位となった。その他各国のSpotify・カラオケ等、国内外のヒットチャートで1位を獲得、85冠（9月7日時点）を達成した。ビルボードのGlobal Excl. U.S.チャートでは「新時代」をはじめ同映画関連7曲が同時ランクインした。アニメ「チェンソーマン」オープニングテーマである米津玄師「KICK BACK」は、日本の楽曲として初めてSpotify Global 50にランクインしたほか、2023年には日本語詞楽曲として初めてアメリカレコード協会(RIAA)からゴールド認定を受けた。
2023年にはテレビアニメ「【推しの子】」第1期オープニング主題歌のYOASOBI「アイドル」がアメリカ合衆国を除く全世界の楽曲チャートであるBillboard Global Excl. U.S.において日本の楽曲で初の1位、アメリカ合衆国を含む全世界の楽曲チャートであるBillboard Global 200において日本のアーティストの楽曲として最高位となる7位、YouTubeの楽曲チャートで世界首位を獲得するなど全世界的なヒットとなり、2023年のBillboard Global 200の年間チャートである「YEAR-END CHARTS Billboard Global 200」では42位となり、J-POPアーティストとして初のTOP50入りを果たした。また、2023年の年間ランキングでは全世界を対象としたランキング2件、日本国内を対象としたランキング67件において1位を獲得している。
2024年にも、「マッシュル-MASHLE-」のアニメ第2期オープニング主題歌となったCreepy Nutsの「Bling-Bang-Bang-Born」が、台湾、チェコ、インドネシア、ラオス、メキシコ、チリ、ウクライナ、アメリカ、イギリス、フランス、南アフリカなど10か国以上のiTunes Hiphopチャートで1位を獲得し、また、Billboard Global 200では週間8位を記録するなど大ヒットを記録した。
また、2020年ごろからYouTubeでボカロが人気が再燃。2007年8月31日、VOCALOID・初音ミクが発売された際の一次流行から時を経て、人間が歌唱して人気が再燃している。前述のSpotify・世界で最も再生された日本のアーティストの楽曲（2021年）の1位Eve、3位と10位のYOASOBIのコンポーザーAyaseはボカロPである。2021年12月には、VOCALOID楽曲の覆面歌手歌い手として知られるまふまふがNHK紅白歌合戦に出場し、VOCALOID楽曲「命に嫌われている。」（カンザキイオリ作）を歌唱したことで反響を得た。2023年12月には、VOCALOID楽曲の覆面歌手のAdoが、NHK紅白歌合戦に出場し楽曲「唱」を歌唱した。

### ストリーミング市場のさらなる拡大と趣味趣向の多様化、洋楽離れ加速
2020年代の前半は、コロナ禍以後のストリーミング市場の拡大、そしてTikTokやYouTube shortsなどの短尺動画の普及により、様々なジャンルのアーティストが爆発的、もしくは徐々にストリーミング再生数を積みまして大ヒットを記録する事例が増加した。そのような中、Mrs. GREEN APPLE、back number、YOASOBI、Vaundy、Official髭男dism、Ado、Creepy Nuts、米津玄師、King gnu、あいみょん、優里などのインターネット上・ストリーミング市場で支持を得たアーティストが持続的にヒット曲をリリースし、音楽シーンを席巻した。
日本国内で作られた多くのポップスの楽曲はガラパゴス化した日本国内で消費され、日本国内でのヒットに留まる例が大半であるが、2020年代に入り、日本国内よりも海外でヒットを打ち立てるアーティストも出現した。藤井風は、2020年に発売した1stアルバムの収録曲「死ぬのがいいわ」が、タイでこの曲を使用して動画を投稿するTikTokユーザーが現れたことをきっかけに、日本国内よりも海外で世界的なヒットを記録した。Spotifyのバイラルチャートでは、対象地域74地域全てでランクインを果たし、タイ、インドネシア、ベトナム、韓国、イギリス、フランス、カナダ、ブラジル、エジプトなどの23の国と地域では1位を獲得。グローバルバイラルチャートでは最高4位を記録した。2024年には米ゴールド認定を受け、ゴールドディスクを授与された。その他Number_iやYOASOBI、Awich、新しい学校のリーダーズらはコーチェラ・フェスティバルへの出場を果たすなど世界へ活躍の場を広げた。imaseの楽曲「NIGHT DANCER」は、韓国でヒットし、同国音楽サブスクサービス「Melon」のトップ20にランクインした。聴衆の趣味趣向が多様化する中で、日本国内よりも海外で注目される例がしばしば散見される。
逆に輸入の面では、K-POP市場が拡大する反面、洋楽（英米その他）市場は極めて小さくなるなど日本人聴衆の楽曲を選ぶ傾向が「洋楽離れ」になってきていると分析されている。かつて存在した洋楽テレビ番組はすでに地上波に無く、CMソングとしての採用も20世紀の往年の名曲が中心である。2024年のサマーソニックではJ-POP、K-POPが超満員ながら洋楽はクリスティーナ・アギレラでも席が埋まらなかった。音楽性の面からの理由としては、日本人聴衆はダウンビート（表拍）気味であり「ノリ」が違い、表も裏もない4つ打ちが主流となったこと、社会的要因としては世界的に音楽が多極多様化していること、アメリカ一極支配の終焉、日本市場のCD信仰と強固なファンカルチャー、日本音楽のガラパゴス化あるいは成熟、現代の西洋文化は社会問題を反映したものが高評価される傾向、音楽雑誌など旧来のマスメディアの失墜、2000年の大不況で文化が内向き化したことなどが挙げられている。同様に日本の映画業界でも洋画離れが起きている。

## 同義語
J-ROCK（ジェイロック）という表記が登場するきっかけとなっている。「日本の」という意味でJ-RAP、J-SOULなどにも「J-」を付ける使い方も一時期流行した。これらの言葉はJ-ROCKを除くと現在はあまり使われておらず、「J-POP」がこれらのジャンルの楽曲も内包する言葉である。なお、日本国外で日本音楽を内包する言葉としては、Japanese Music（J-music）が一般的である。
方言としてZ-POP（ズィー・ポップ）がある。JFL系列のラジオ局ZIP-FM（愛知）とJFN系列のエフエム熊本（FMK）が用いる言葉で、日本を表す"Zipangu"（ジパング）の頭文字であること、局限定であること（ZIP-FMは放送エリアである名古屋周辺を「ZIP CITY」と呼ぶ）、局による選曲方針の違いなどがあるものの、J-POPとほぼ同意義である。